# 花田光
花田光（日语：／ Hanada Hikaru，1958年9月12日—）是日本男性聲優，經紀公司為大澤事務所。岐阜縣出身。血型是A型。身高171cm。體重68kg。

## 演出作品

### 電視動畫
- 名探偵柯南（中川稔、西村警部、相良新介、葛城健輔、海老原日出夫、武井刑事、多摩川刑事、仁部浩大）

1999年
- 忍者亂太郎（一郎兵衛）
- 多啦A夢（水牛城）

2006年
- 死亡代理人（Raul）

2008年
- BLEACH（九頭龍四郎）
- 純情羅曼史（宇佐見秋彦）
- 純情羅曼史2（宇佐見秋彦）

2011年
- 世界第一初戀2（宇佐見秋彦〈高中生〉）

2015年
- 純情羅曼史3（宇佐見秋彦）

2017年
- 大正小小（岬）

2018年
- 刀劍神域 Alicization（迪索爾巴德·辛賽西斯·賽門）

2019年
- 刀劍神域 Alicization War of Underworld（迪索爾巴德·辛賽西斯·賽門）

2020年
- 刀劍神域 Alicization War of Underworld -THE LAST SEASON-（迪索爾巴德·辛賽西斯·賽門）

### OVA
2002年
- ARMITAGE DUAL-MATRIX（Ross Sylibus）

2012年
- 純情羅曼史（宇佐見秋彥）

### 電影動畫
2015年
- <harmony/>

### BLCD
- 純情羅曼史（宇佐見秋彦）
- 戀愛至難!（本城隆之）

### 電玩遊戲
- 餓狼傳說、格鬥天王系列（獅鷲假面、恐龙王）
- 寶可夢大師（魁奇思）

## 外部連結
- 大澤事務所公開簡歷 （页面存档备份，存于） （日語）
- （日語）
- （日語）－花田光的個人網誌（※現在是更新停止狀態）。
- Youtube官方頻道 （日語）